# Haralambie Irimescu
Haralambie Irimescu (n. 8 februarie 1948) este un deputat român în legislatura 1996-2000, ales în județul Bacău pe listele partidului PNȚCD.